# Раміз Зеррукі
Раміз Зеррукі (нід. Ramiz Zerrouki, араб. رامز زروقي, нар. 26 травня 1998, Амстердам) — нідерландський і алжирський футболіст, півзахисник клубу «Феєнорд» та національної збірної Алжиру.

## Клубна кар'єра
Народився 26 травня 1998 року в Амстердамі в родині вихідців з Алжиру. Починав займатися футболом в академії місцевого «Аякса», а 2016 року перейшов до структури «Твенте».
У дорослому футболі дебютував 2017 року виступами за молодіжну команду клубу, «Йонг Твенте», в якій провів один сезон у третьому нідерландському дивізіоні.
До головної команди «Твенте» почав залучатися 2019 року.

## Виступи за збірну
На рівні збірних прийняв пропозицію захищати кольори своєї історичної батьківщини і 2021 року дебютував в офіційних матчах у складі національної збірної Алжиру.
У складі збірної був учасником Кубка африканських націй 2021 року, що проходив на початку 2022 року в Камеруні.
| Дата       | Місто        | Господарі    | Результат  | Гості        | Турнір                                        | Голи | Примітки |
| ---------- | ------------ | ------------ | ---------- | ------------ | --------------------------------------------- | ---- | -------- |
| 25-3-2021  | Лусака       | Замбія       | 3 – 3      | Алжир        | Відбір до Кубка африканських націй 2021       | -    | 46'      |
| 29-3-2021  | Бліда        | Алжир        | 5 – 0      | Ботсвана     | Відбір до Кубка африканських націй 2021       | -    |          |
| 6-6-2021   | Бліда        | Алжир        | 1 – 0      | Малі         | товариський матч                              | -    |          |
| 11-6-2021  | Радес        | Туніс        | 0 – 2      | Алжир        | товариський матч                              | -    | 81'      |
| 2-9-2021   | Бліда        | Алжир        | 8 – 0      | Джибуті      | Відбір до ЧС 2022                             | 1    |          |
| 7-9-2021   | Марракеш     | Буркіна-Фасо | 1 – 1      | Алжир        | Відбір до ЧС 2022                             | -    |          |
| 8-10-2021  | Бліда        | Алжир        | 6 – 1      | Нігер        | Відбір до ЧС 2022                             | -    | 31' 78'  |
| 12-10-2021 | Ніамей       | Нігер        | 0 – 4      | Алжир        | Відбір до ЧС 2022                             | -    | 68'      |
| 16-11-2021 | Бліда        | Алжир        | 2 – 2      | Буркіна-Фасо | Відбір до ЧС 2022                             | -    |          |
| 5-1-2022   | Ер-Райян     | Алжир        | 3 – 0      | Гана         | товариський матч                              | -    |          |
| 20-1-2022  | Дуала        | Кот-д'Івуар  | 3 – 1      | Алжир        | Кубок африканських націй 2021 - груповий етап | -    |          |
| 25-3-2022  | Дуала        | Камерун      | 0 – 1      | Алжир        | Відбір до ЧС 2022                             | -    | 76'      |
| 29-3-2022  | Бліда        | Алжир        | 1 – 2 д.ч. | Камерун      | Відбір до ЧС 2022                             | -    | 52' 76'  |
| 4-6-2022   | Алжир        | Алжир        | 2 – 0      | Уганда       | Відбір до Кубка африканських націй 2023       | -    |          |
| 8-6-2022   | Дар-ес-Салам | Танзанія     | 0 – 2      | Алжир        | Відбір до Кубка африканських націй 2023       | -    |          |
| 12-6-2022  | Доха         | Іран         | 1 – 2      | Алжир        | товариський матч                              | -    | 46'      |
| 23-9-2022  | Бір-ель-Джір | Алжир        | 1 – 0      | Гвінея       | товариський матч                              | -    | 66' 90'  |
| 27-9-2022  | Бір-ель-Джір | Алжир        | 2 – 1      | Нігерія      | товариський матч                              | -    | 79'      |
| 16-11-2022 | Бір-ель-Джір | Алжир        | 1 – 1      | Малі         | товариський матч                              | -    | 46'      |
| 19-11-2022 | Мальме       | Швеція       | 2 – 0      | Алжир        | товариський матч                              | -    | 56'      |
| 27-3-2023  | Радес        | Нігер        | 0 – 1      | Алжир        | Відбір до Кубка африканських націй 2023       | -    | 81'      |
| 20-6-2023  | Аннаба       | Алжир        | 1 – 1      | Туніс        | товариський матч                              | -    | 47' 59'  |
| 7-9-2023   | Аннаба       | Алжир        | 0 – 0      | Танзанія     | Відбір до Кубка африканських націй 2023       | -    | 71' 80'  |
| 12-9-2023  | Діамніадіо   | Сенегал      | 0 – 1      | Алжир        | товариський матч                              | -    |          |
| 12-10-2023 | Константіна  | Алжир        | 5 – 1      | Кабо-Верде   | товариський матч                              | 1    | 67'      |
| Усього     |              | Матчів       | 25         |              | Голів                                         | 2    |          |

## Досягнення
«Феєнорд»
- Володар Кубка Нідерландів: 2023–24[1]
- Володар Суперкубка Нідерландів: 2024[2]